# Jan Engelbart Sanders van Well
Jan Engelbart Sanders van Well (Nijmegen, juli 1739 - aldaar 6 april 1814) was een Nederlands burgemeester en lid van Tweede Nationale Vergadering, de Constituerende Vergadering en het Vertegenwoordigend Lichaam ten tijde van de Bataafse Republiek.
Sanders van Well was werkzaam als procureur en notaris in Nijmegen. Daar werd hij ook schepen en gedeputeerde van het Rijk van Nijmegen. Vanaf 15 november 1794 was hij burgemeester van Nijmegen (als een van de vijf) en vanaf 1795 ambtman en richter van het Rijk van Nijmegen.
Hij was van 5 september 1797 tot 22 januari 1798 lid  van de Tweede Nationale Vergadering voor het district Doesburg en van 7 februari 1798 tot 4 mei 1798 lid van de Constituerende Vergadering. Aansluitend was hij lid tweede kamer van het Vertegenwoordigend Lichaam tot 12 juni 1798. Sanders van Well behoorde tot de unitariërs.
Van 20 januari 1808 tot 1809 was hij wederom burgemeester in Nijmegen waarna hij weer als notaris werkzaam was. Tevens was hij rentmeester op verschillende kerkelijke domeinen.

## Referentie
- Profiel op parlement.com